# Dillbrecht
Dillbrecht ist ein Stadtteil von Haiger im mittelhessischen Lahn-Dill-Kreis, dessen Ortskern etwa neun Kilometer entfernt liegt.

## Geographie
Dillbrecht liegt in den südlichen Ausläufern des Rothaargebirges am Übergang zum südlich angrenzenden Westerwald am Oberlauf des Flusses Dill, der für die Namensgebung der Ortschaft verantwortlich ist. Er befindet sich rund 6 km nördlich von Haiger unweit östlich des Bergs Kalteiche (579,3 m ü. NN) bzw. der Autobahn A 45, die über die Anschlussstelle „Haiger/Burbach“ oder über die Anschlussstelle „Dillenburg“ an der B 277 zu erreichen ist. Dillbrecht ist einer der 13 Ortsteile der Stadt Haiger. Zwischen Wilgersdorf und Dillbrecht liegt die Tiefenrother Höhe.

## Geschichte

### Ortsgeschichte
Bekanntermaßen erstmals urkundlich erwähnt wurde Dillbrecht 1354. Damals verkaufte am 20. September Roupel von Dilne, ein reicher nassauischer Höriger zu Offdilln, seinen Teil des Dillbrechter Zehnten an einen Bürger in Herborn.
Allerdings erwähnt eine Urkunde, datiert auf den 8. Oktober 1341, Allodialgüter des Knappen Hartrad von Haiger „an der Swartzinbach“ im Kirchspiel Haiger, die dieser dem Erzbischof Baldewin von Trier überträgt und als Lehen von Burg und Stadt Montabaur rückübertragen bekommt.
Im Jahr 1444 standen in Dillbrecht zehn Häuser. Diese Zahl erhöhte sich bis 1457 auf 15. Im Jahr 1561 gab es einen Rechtsstreit zwischen Dillbrecht und Fellerdilln wegen einiger Wiesen. 1743 wurde die Dillbrechter Kirche fertiggestellt.
Im Gegensatz zu seinen Nachbardörfern Offdilln und Fellerdilln blieb Dillbrecht bis zum 30. August 1825 von größeren Katastrophen verschont. An diesem Tag brach zwischen 21.00 Uhr und 22.00 Uhr ein Feuer im Stall des Witwers Johannes Heinrich Steiner aus. Nur durch schnelles Bemerken und Eingreifen der anderen Dorfbewohner konnte ein Großbrand verhindert werden. Dem Feuer fielen dennoch zwei Häuser, zwei Ställe und zwei Scheunen zum Opfer. Der Schaden belief sich auf 1791 Gulden. Die Brandursache konnte trotz intensiver Bemühungen nicht geklärt werden. 1842 lebten in Dillbrecht 76 Familien mit insgesamt 277 Einwohnern. Im Jahr 1859 lag für 14 Tage der Entwurf des Stockbuches der Gemeinde Dillbrecht beim Feldgericht in Dillbrecht offen. Im Jahr 1866 wurden drei neue Amtsbezirksräte gewählt. Das Jagdgebiet wurde 1867 in zwei Teile zu 1327 und 919 Morgen geteilt und an Interessenten verpachtet. Die Jagdgebiete wurden 1873 erneut für sechs Jahre verpachtet. Am 16. Juni 1869 erhält Müller Wilhelm Ameis zu Fellerdilln das Bergwerkseigentum Grube Sangberg durch die königliche preußische Regierung in Wiesbaden verliehen. Das Befahren der Feldwege außerhalb des Dorfes mit schwerer Holzladung wurde 1876 unter Strafe von 3 bis 5 Mark gestellt und es lebten im selben Jahr 248 Einwohner in Dillbrecht. Im Jahr 1882 wurden für alle Konfessionen feste Gottesdienstzeiten festgelegt. Im Jahr 1894 hatte der Ort 254 Einwohner.
1899 wurde die Hochdruckwasserleitung des Dorfes fertiggestellt. Im Jahr 1903 wurde der Gesangverein „Eintracht“ Dillbrecht gegründet. 1909 entstand das Kirchspiel Dillbrecht mit den Gemeinden Dillbrecht, Fellerdilln und Offdilln. Ein Jahr später, 1910, wurde die Bahnlinie Weidenau-Dillenburg gebaut und der Ort erhielt eine eigene Bahnstation. Bei Dillbrecht entstand der 2,6 Kilometer lange Rudersdorfer Tunnel. Vier Tunnelbauarbeiter verunglückten 1912 bei einer Dynamitexplosion tödlich. Der Bahntunnel wurde 1915 fertiggestellt. Neun Jahre später, 1922, wurde die Ortsgruppe Fellerdilln-Dillbrecht für Kriegsverletzte und Hinterbliebene gegründet. Am 21. Februar 1923 brannte erstmals elektrisches Licht im Ort.
Aus Protest gegen die mangelnde Ausrüstung traten im Jahr 1950 alle Mitglieder aus der Freiwilligen Feuerwehr aus. Der Neubau der Schule wurde zwischen 1956 und 1958 errichtet. 1972 wurde das 1837 erbaute, alte Schulhaus abgerissen. Der Bahntunnel wurde 1962 für den elektrischen Bahnbetrieb aufgerüstet. Der Sportverein Dillbrecht feierte 1969 sein 50-jähriges Jubiläum. im Jahr 1971 wurde der neue Friedhof fertiggestellt. Fünf Jahre später, 1976, wurde das Gemeindezentrum der freien evangelischen Gemeinde eingeweiht. Das Sportheim des SSV Dillbrecht entstand 1977.
Hessische Gebietsreform (1970–1977)
Im Zuge der Gebietsreform in Hessen wurde die bis dahin selbständige Gemeinde Dillbrecht am 1. Oktober 1971 auf freiwilliger Basis in die Stadt Haiger eingegliedert. Ein Ortsbezirk nach der Hessischen Gemeindeordnung wurde für Dillbrecht nicht errichtet.
Namensgebung
Der Name „Dillbrecht“ ist wahrscheinlich von dem Fluss Dill abgeleitet, welcher aus Richtung Offdilln kommend die Gemarkung Dillbrecht „durchbricht“. Eine andere Interpretation besagt, dass die am unteren Dorfrand fließende Schwarzbach für den Namen verantwortlich ist, da diese in die Dill mündet, sozusagen in sie „einbricht“.

### Wirtschaftsgeschichte
Das Ortsbild ist geprägt von alter Kulturlandschaft. Die Haubergswirtschaft, die seit Jahrhunderten die Landschaft in der Region prägte, wird nach wie vor in Handarbeit betrieben. Hier wird das Heizmaterial für die Winter beschafft, auch die Gartenmöbelindustrie nutzt das Holz der Eichen. Die Wälder um den Ort bestehen hauptsächlich aus Eichen, Fichten, Birken und Buchen. Die Fläche der Gemarkung Dillbrecht von etwa 800 ha wird als Ackerland, Gartenland, Grünland, Wald, als bebaute Fläche und für öffentliche Straßen genutzt.
Durch die Flurbereinigung im Jahr 1971 wurde die Zahl der einstmals vorhandenen 3435 Flurstücke etwa im Verhältnis 3:1 reduziert.
Die rechtliche Grundlage der Haubergsarbeit geht auf die „Haubergordnung für den Dillkreis und den Oberwesterwaldkreis vom 4. Juni 1887“ zurück. Darin heißt es: „Hauberge im Sinne dieses Gesetzes sind die Grundstücke in den Gemarkungen Dillbrecht, Fellerdilln, Ober- und Niederroßbach, Bergebersbach, Eibelshausen, Mandeln, Offdilln, Rittershausen, Steinbrücken, Straßebersbach, Weidelbach und Korb, welche gegenwärtig zu Haubergsverbänden gehören.“
Dillbrecht ist eines der wenigen Dörfer im oberen Dilltal, in dem die landwirtschaftlichen Nutzflächen noch intensiv bewirtschaftet werden. Die Zahl der früher im Nebenerwerb durch die ganze Familie bewirtschafteten Höfe ist in den vergangenen Jahren jedoch zurückgegangen.
Ehemalige Bergwerke
Liste von Bergwerken in Haiger

### Verwaltungsgeschichte im Überblick
Die folgende Liste zeigt im Überblick die Herrschaftsgebiete und Staaten, in denen Dillbrecht lag, bzw. die Verwaltungseinheiten, denen es unterstand:
- vor 1739: Heiliges Römisches Reich, Grafschaft/Fürstentum Nassau-Dillenburg, Amt Dillenburg mit Gericht Haiger
- ab 1739: Heiliges Römisches Reich, Fürstentum Nassau-Diez, Amt Dillenburg mit Gericht Haiger
- 1806–1813: Großherzogtum Berg, Département Sieg, Arrondissement Dillenburg, Kanton Dillenburg
- 1813–1815: Fürstentum Nassau-Oranien, Amt Dillenburg mit Gericht Haiger
- ab 1816: Herzogtum Nassau[Anm. 1], Amt Dillenburg
- ab 1849: Herzogtum Nassau, Kreisamt Herborn[Anm. 2]
- ab 1854: Herzogtum Nassau, Amt Dillenburg
- ab 1867: Norddeutscher Bund[Anm. 3], Königreich Preußen, Provinz Hessen-Nassau, Regierungsbezirk Wiesbaden, Dillkreis[Anm. 4]
- ab 1871: Deutsches Reich, Königreich Preußen, Provinz Hessen-Nassau, Regierungsbezirk Wiesbaden, Dillkreis
- ab 1918: Deutsches Reich, Freistaat Preußen, Provinz Hessen-Nassau, Regierungsbezirk Wiesbaden, Dillkreis
- ab 1932: Deutsches Reich, Freistaat Preußen, Provinz Hessen-Nassau, Regierungsbezirk Wiesbaden, Landkreis Dillenburg
- ab 1933: Deutsches Reich, Freistaat Preußen, Provinz Hessen-Nassau, Regierungsbezirk Wiesbaden, Dillkreis
- ab 1944: Deutsches Reich, Freistaat Preußen, Provinz Nassau, Dillkreis
- ab 1945: Amerikanische Besatzungszone, Groß-Hessen, Regierungsbezirk Wiesbaden, Dillkreis
- ab 1949: Bundesrepublik Deutschland, Land Hessen, Regierungsbezirk Wiesbaden, Dillkreis
- ab 1968: Bundesrepublik Deutschland, Land Hessen, Regierungsbezirk Darmstadt, Dillkreis
- ab 1946: Amerikanische Besatzungszone, Hessen, Regierungsbezirk Wiesbaden, Dillkreis
- ab 1949: Bundesrepublik Deutschland, Hessen, Regierungsbezirk Wiesbaden, Dillkreis
- ab 1968: Bundesrepublik Deutschland, Land Hessen, Regierungsbezirk Darmstadt, Dillkreis
- ab 1971: Bundesrepublik Deutschland, Land Hessen, Regierungsbezirk Darmstadt, Dillkreis, Stadt Haiger[Anm. 5]
- ab 1977: Bundesrepublik Deutschland, Land Hessen, Regierungsbezirk Darmstadt, Lahn-Dill-Kreis, Stadt Haiger
- ab 1981: Bundesrepublik Deutschland, Land Hessen, Regierungsbezirk Gießen, Lahn-Dill-Kreis, Stadt Haiger

### Bevölkerung

#### Einwohnerstruktur 2011
Nach den Erhebungen des Zensus 2011 lebten am Stichtag dem 9. Mai 2011 in Dillbrecht 672 Einwohner. Darunter waren 9 (1,3 %) Ausländer.
Nach dem Lebensalter waren 117 Einwohner unter 18 Jahren, 264 zwischen 18 und 49, 135 zwischen 50 und 64 und 136 Einwohner waren älter.
Die Einwohner lebten in 258 Haushalten. Davon waren 60 Singlehaushalte, 84 Paare ohne Kinder und 90 Paare mit Kindern, sowie 24 Alleinerziehende und 3 Wohngemeinschaften. In 54 Haushalten lebten ausschließlich Senioren und in 168 Haushaltungen lebten keine Senioren.

#### Einwohnerentwicklung
| Dillbrecht: Einwohnerzahlen von 1834 bis 2017 | Dillbrecht: Einwohnerzahlen von 1834 bis 2017 | Dillbrecht: Einwohnerzahlen von 1834 bis 2017 | Dillbrecht: Einwohnerzahlen von 1834 bis 2017 | Dillbrecht: Einwohnerzahlen von 1834 bis 2017 |
| --- | --------------------------------------------- | --------------------------------------------- | --------------------------------------------- | --------------------------------------------- |
| Jahr |                                               |                                               |                                               | Einwohner                                     |
| 1834 | 1834                                          |                                               | 271                                           | 271                                           |
| 1840 | 1840                                          |                                               | 277                                           | 277                                           |
| 1846 | 1846                                          |                                               | 284                                           | 284                                           |
| 1852 | 1852                                          |                                               | 265                                           | 265                                           |
| 1858 | 1858                                          |                                               | 270                                           | 270                                           |
| 1864 | 1864                                          |                                               | 290                                           | 290                                           |
| 1871 | 1871                                          |                                               | 252                                           | 252                                           |
| 1875 | 1875                                          |                                               | 235                                           | 235                                           |
| 1885 | 1885                                          |                                               | 243                                           | 243                                           |
| 1895 | 1895                                          |                                               | 232                                           | 232                                           |
| 1905 | 1905                                          |                                               | 221                                           | 221                                           |
| 1910 | 1910                                          |                                               | 251                                           | 251                                           |
| 1925 | 1925                                          |                                               | 339                                           | 339                                           |
| 1939 | 1939                                          |                                               | 362                                           | 362                                           |
| 1946 | 1946                                          |                                               | 510                                           | 510                                           |
| 1950 | 1950                                          |                                               | 520                                           | 520                                           |
| 1956 | 1956                                          |                                               | 524                                           | 524                                           |
| 1961 | 1961                                          |                                               | 561                                           | 561                                           |
| 1967 | 1967                                          |                                               | 615                                           | 615                                           |
| 1970 | 1970                                          |                                               | 623                                           | 623                                           |
| 1980 | 1980                                          |                                               | ?                                             | ?                                             |
| 1990 | 1990                                          |                                               | ?                                             | ?                                             |
| 2005 | 2005                                          |                                               | 722                                           | 722                                           |
| 2011 | 2011                                          |                                               | 672                                           | 672                                           |
| 2017 | 2017                                          |                                               | 671                                           | 671                                           |
| Datenquelle: Historisches Gemeindeverzeichnis für Hessen: Die Bevölkerung der Gemeinden 1834 bis 1967. Wiesbaden: Hessisches Statistisches Landesamt, 1968. Weitere Quellen: LAGIS; nach 1970: Stadt Haiger; Zensus 2011 |                                               |                                               |                                               |                                               |

#### Religionszugehörigkeit
| • 1885: | 242 evangelische (= 99,59 %), ein jüdischer (= 0,41 %) Einwohner                                |
| • 1961: | 496 evangelische (= 88,41 %) und 50 katholische (= 8,91 %) Einwohner                            |
| • 2005: | 499 evangelische (= 69,11 %), 85 katholische (= 11,77 %) und 161 sonstige (= 22,30 %) Einwohner |
| • 2017: | 411 evangelische (= 61,25 %), 55 katholische (= 8,20 %) und 205 sonstige (= 30,55 %) Einwohner  |

## Kultur und Sehenswürdigkeiten

### Bauwerke
- Alter Dorfbrunnen
- Das Ehrenmal für Gefallene des Ersten Weltkriegs wurde im Jahr 1932 auf der Katzenheide errichtet. An der Einweihungsfeier nahmen 2000 Gäste teil.

#### Dorfkirche Dillbrecht

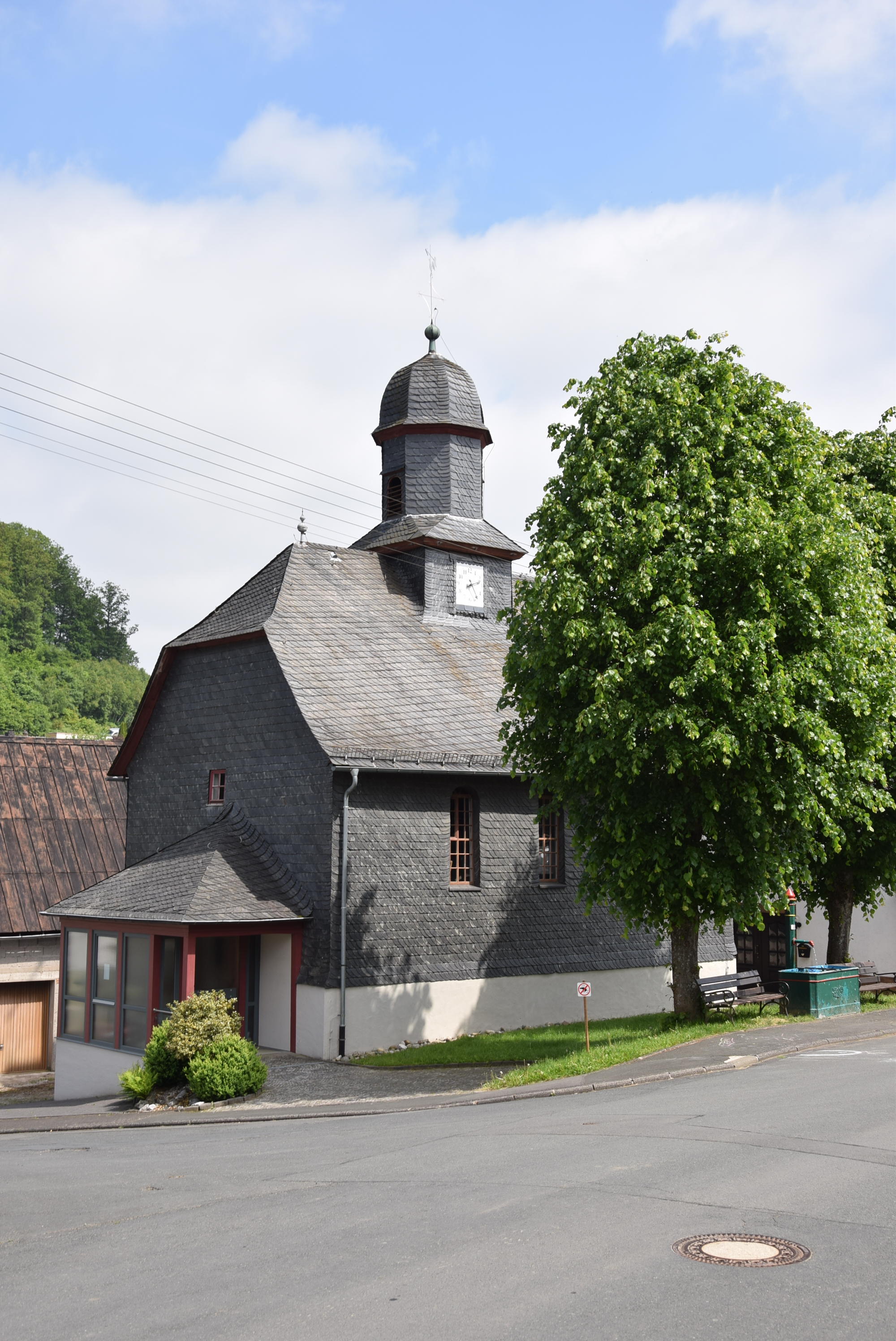
Ev. Kirche in Dillbrecht

Die evangelische Kirche in Dillbrecht wurde 1743 in der Dorfmitte erbaut. Die vorher bestehende Ortskirche war während des Dreißigjährigen Krieges abgebrannt.
Die Glocke im Turm der Kirche stammt aus dem Jahr 1747, musste aber mehrere Male überarbeitet werden, das die Lehmdecke der Kirche das Gewicht der Glocke zu Beginn nicht tragen konnte. Das aus Seilen und Gewichten bestehende Uhrenwerk wurde im Zuge von Restaurierungsarbeiten 1970/71 durch eine elektrische Uhr ersetzt. Im Jahr 1900 wurde das Pfarrhaus gebaut, welches 1981 durch einen Neubau erweitert wurde.
Kirchlich war Dillbrecht vom Mittelalter bis Anfang des 19. Jahrhunderts der zweiten Pfarrei von Haiger zugeordnet. 1818 bis 1909 gehörte Dillbrecht dem Kirchspiel Oberroßbach an. Erst ab 1909 wurde Dillbrecht zusammen mit den Nachbardörfern Offdilln und Fellerdilln zu der selbstständigen Pfarrei Dillbrecht ernannt.
1993 feierte Dillbrecht das 250-jährige Bestehen seiner evangelischen Kirche. In der Kirche sind noch Wandmalereien aus der Bauzeit erhalten.

#### Rudersdorfer Tunnel
Der Rudersdorfer Tunnel an der Dillstrecke ist das aufwändigste Ingenieursbauwerk im Zuge dieser Verbindung zwischen Siegen und Dillenburg. Er wurde deshalb auch erst 1915 fertiggestellt.

### Naturdenkmäler
Siehe Liste der Naturdenkmäler in Haiger-Dillbrecht.

## Wirtschaft und Infrastruktur

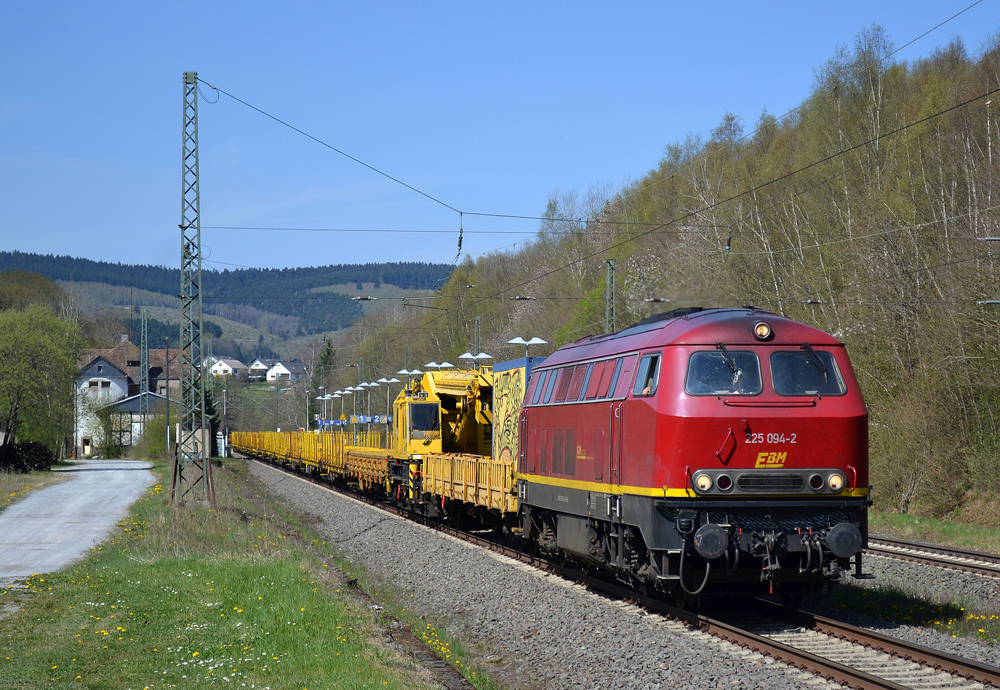
Ein Bauzug durchfährt den Haltepunkt von Dillbrecht. Links im Bild ist das ehemalige, heute nicht mehr genutzte Empfangsgebäude zu sehen.

### Ansässige Unternehmen
- Metallbau Boller und Jung
- Siantec – Silvio Herzog e.K.

### Bildung
- Mittelpunkt Grundschule Dillbrecht

### Verkehr
Dillbrecht hat einen Haltepunkt an der Dillstrecke.